# Таркіо (Міссурі)
Таркіо (англ. Tarkio) — місто (англ. city) в США, в окрузі Атчісон штату Міссурі. Населення — 1506 осіб (2020).

## Географія
Таркіо розташоване за координатами 40°26′35″ пн. ш. 95°23′1″ зх. д. / 40.44306° пн. ш. 95.38361° зх. д. (40.442988, -95.383516).  За даними Бюро перепису населення США в 2010 році місто мало площу 3,59 км², уся площа — суходіл.

### Клімат
| Клімат : Таркіо       | Клімат : Таркіо | Клімат : Таркіо | Клімат : Таркіо | Клімат : Таркіо | Клімат : Таркіо | Клімат : Таркіо | Клімат : Таркіо | Клімат : Таркіо | Клімат : Таркіо | Клімат : Таркіо | Клімат : Таркіо | Клімат : Таркіо | Клімат : Таркіо |
| Показник              | Січ.            | Лют.            | Бер.            | Квіт.           | Трав.           | Черв.           | Лип.            | Серп.           | Вер.            | Жовт.           | Лист.           | Груд.           | Рік             |
| Середній максимум, °C | 1,6             | 4,8             | 10,4            | 18,1            | 23,5            | 27,7            | 30,1            | 29,3            | 25,5            | 19,0            | 10,3            | 2,7             | 16,9            |
| Середній мінімум, °C  | −9,3            | −7              | −2              | 4,1             | 10,7            | 15,8            | 18,6            | 16,3            | 11,7            | 5,2             | −1,3            | −7,3            | 4,7             |
| Норма опадів, мм      | 13              | 28              | 53              | 66              | 126             | 106             | 115             | 87              | 78              | 65              | 49              | 26              | 809             |
| --------------------- | --------------- | --------------- | --------------- | --------------- | --------------- | --------------- | --------------- | --------------- | --------------- | --------------- | --------------- | --------------- | --------------- |
| Джерело: NOAA         |                 |                 |                 |                 |                 |                 |                 |                 |                 |                 |                 |                 |                 |

## Демографія
Згідно з переписом 2010 року, у місті мешкали 1583 особи в 703 домогосподарствах у складі 421 родини. Густота населення становила 441 особа/км².  Було 844 помешкання (235/км²).
Расовий склад населення:
| - 97,9 % — білих - 0,8 % — чорних або афроамериканців - 0,4 % — корінних американців - 0,4 % — азіатів |

До двох чи більше рас належало 0,4 %. Частка іспаномовних становила 1,0 % від усіх жителів.
За віковим діапазоном населення розподілялося таким чином: 20,6 % — особи молодші 18 років, 57,1 % — особи у віці 18—64 років, 22,3 % — особи у віці 65 років та старші. Медіана віку мешканця становила 45,9 року. На 100 осіб жіночої статі у місті припадало 93,3 чоловіків;  на 100 жінок у віці від 18 років та старших — 88,5 чоловіків також старших 18 років.
Середній дохід на одне домашнє господарство  становив 47 338 доларів США (медіана — 35 606), а середній дохід на одну сім'ю — 61 108 доларів (медіана — 55 268). Медіана доходів становила 41 250 доларів для чоловіків та 29 808 доларів для жінок. За межею бідності перебувало 20,5 % осіб, у тому числі 34,2 % дітей у віці до 18 років та 15,6 % осіб у віці 65 років та старших.
Цивільне працевлаштоване населення становило 722 особи. Основні галузі зайнятості: освіта, охорона здоров'я та соціальна допомога — 26,9 %, роздрібна торгівля — 16,1 %, виробництво — 15,8 %.